# Municipio de Center (condado de Howard)
El municipio de Center (en inglés: Center Township) es un municipio ubicado en el condado de Howard en el estado estadounidense de Indiana. En el año 2010 tenía una población de 45275 habitantes y una densidad poblacional de 679,87 personas por km².

## Geografía
El municipio de Center se encuentra ubicado en las coordenadas 40°29′1″N 86°8′10″O / 40.48361, -86.13611. Según la Oficina del Censo de los Estados Unidos, el municipio tiene una superficie total de 66.59 km², de la cual 66.44 km² corresponden a tierra firme y (0.23%) 0.15 km² es agua.

## Demografía
Según el censo de 2010, había 45275 personas residiendo en el municipio de Center. La densidad de población era de 679,87 hab./km². De los 45275 habitantes, el municipio de Center estaba compuesto por el 84.12% blancos, el 10.39% eran afroamericanos, el 0.4% eran amerindios, el 0.76% eran asiáticos, el 0.02% eran isleños del Pacífico, el 1.12% eran de otras razas y el 3.19% pertenecían a dos o más razas. Del total de la población el 3.2% eran hispanos o latinos de cualquier raza.